# Mona Barrie
Pour les articles homonymes, voir Barrie (homonymie).
Mona Barrie est une actrice britannique, de son vrai nom Mona Barlee Smith, née le 18 décembre 1909 à Londres (Angleterre), morte le 27 juin 1964 à Los Angeles (Californie).

## Biographie
Installée définitivement aux États-Unis en 1933, Mona Barrie (pseudonyme) y débute au cinéma en 1934. En tout, elle apparaît dans cinquante-deux films américains, jusqu'en 1953 (elle se retire alors).
Un de ses premiers films est Une nuit d'amour de Victor Schertzinger (1934, avec Grace Moore, Tullio Carminati et Lyle Talbot). Mentionnons aussi La Folle Alouette de Mark Sandrich (1941, avec Claudette Colbert et Ray Milland), ou encore Éternel Tourment de George Sidney (1947, avec Spencer Tracy et Lana Turner).
Au théâtre, Mona Barrie joue deux fois à Broadway (New York), dans une comédie musicale en 1937 (Virginia, sur une musique d'Arthur Schwartz), puis une pièce en 1943.
Pour sa contribution au cinéma, une étoile lui est dédiée sur le Walk of Fame d'Hollywood Boulevard.

## Filmographie partielle
- 1934 : Carolina d'Henry King
- 1934 : I'll Fix It (en) de Roy William Neill
- 1934 : Une nuit d'amour (One Night of Love) de Victor Schertzinger
- 1934 : Charlie Chan in London d'Eugene Forde : Lady Mary Bristol
- 1934 : All Men Are Enemies (en) de George Fitzmaurice
- 1935 : Storm Over the Andes (en) de Christy Cabanne
- 1935 : The Unwelcome Stranger (en) de Phil Rosen
- 1935 : Les femmes aiment le danger (en) (Ladies love Danger) d'H. Bruce Humberstone
- 1935 : The Melody Lingers On (en) de David Burton
- 1936 : Message à Garcia (A Message to Garcia) de George Marshall
- 1936 : Here Comes Trouble (en) de Lewis Seiler
- 1936 : Loufoque et Cie (Love on the Run) de W. S. Van Dyke
- 1936 : King of Burlesque de Sidney Lanfield
- 1937 : Justice des montagnes (Mountain Justice) de Michael Curtiz
- 1937 : À Paris tous les trois (I met him in Paris) de Wesley Ruggles
- 1937 : Hollywood Hollywood (Something to sing about) de Victor Schertzinger
- 1938 : Men Are Such Fools de Busby Berkeley
- 1938 : Say it in French d'Andrew L. Stone
- 1938 : Love, Honor and Behave de Stanley Logan
- 1940 : Cette femme est mienne (I take this Woman) de W. S. Van Dyke
- 1940 : Love, Honor and Oh Baby ! de Charles Lamont
- 1940 : Who killed Aunt Maggie ? d'Arthur Lubin
- 1940 : La Femme aux cheveux rouges (Lady with Red Hair) de Curtis Bernhardt
- 1941 : Duel de femmes (When Ladies meet) de Robert Z. Leonard
- 1941 : Ellery Queen and the Murder Ring de James P. Hogan
- 1941 : Passez muscade (Never give a Sucker an Even Break) d'Edward F. Cline
- 1941 : La Folle Alouette (Skylark) de Mark Sandrich
- 1941 : Murder among Friends de Ray McCarey
- 1942 : The Strange Case of Doctor Rx de William Nigh
- 1942 : A Tragedy at Midnight de Joseph Santley
- 1942 : La Fièvre du jazz (Syncopation) de William Dieterle
- 1942 : Cairo de W. S. Van Dyke
- 1942 : Dawn on the Great Divide (en) d'Howard Bretherton
- 1942 : Pendu à l'aube (Today I hang) d'Oliver Drake
- 1942 : Road to Happiness de Phil Rosen
- 1943 : One Dangerous Night de Michael Gordon
- 1944 : Tempête sur Lisbonne (Storm over Lisbon) de George Marshall
- 1946 : Just before Dawn (en) de William Castle
- 1946 : The Devil's Mask d'Henry Levin
- 1946 : Le Baiser de la mort (The Secret of the Whistler) de George Sherman
- 1947 : Éternel Tourment (Cass Timberlane) de George Sidney
- 1947 : When a Girl's Beautiful de Frank McDonald
- 1948 : My Dog Rusty de Lew Landers
- 1952 : Catch conjugal (The Fist Time) de Frank Tashlin
- 1953 : Les Pillards de Mexico (Plunder on the Sun) de John Farrow

## Théâtre (à Broadway)
- 1937 : Virginia, comédie musicale, musique d'Arthur Schwartz, lyrics d'Albert Stillman, livret de Laurence Stallings et Owen Davis, costumes d'Irene Sharaff, avec Nigel Bruce, Dennis Hoey, Gene Lockhart
- 1943 : Slighty married, pièce d'Aleen Leslie, avec Leon Ames